# Scaloppine
La scaloppine (pluriel et diminutif de scaloppa, une petite coquille Saint-Jacques, c'est-à-dire un morceau de viande finement tranché ; parfois scallopini) est un type de plat italien qui se présente sous de nombreuses formes. Il s'agit d'une viande finement tranchée, le plus souvent du bœuf, du veau ou du poulet, qui est saupoudrée de farine de blé et sautée dans une sauce réduite.
La sauce qui accompagne l'escalope peut varier selon les traditions gastronomiques régionales. Parmi les variantes les plus populaires, citons la réduction tomate-vin, les scaloppine al limone ou piccata, qui désignent une sauce aux câpres et au citron,, les scaloppine ai funghi, une réduction champignons-vin et la pizzaiola, une sauce tomate de type pizza.